# Pave Benedikt 8.
Benedikt 8. (ca. 980 – 9. april 1024) var den katolske pave fra 1012-1024. Før han var pave hed han Theofylakt og var Greve af Tusculum. Han blev pave, efter at det tusculanske parti havde sejret over Crescentius', og blev godkendt af Henrik II, som han senere han kronede til kejser 1014. Benedikt kæmpede og vandt i krig mod saracenerne og søgte at gennemføre de cluniacensiske reformer, dog ikke med så stor kraft, som reformpartiet ønskede.